# Ranrike

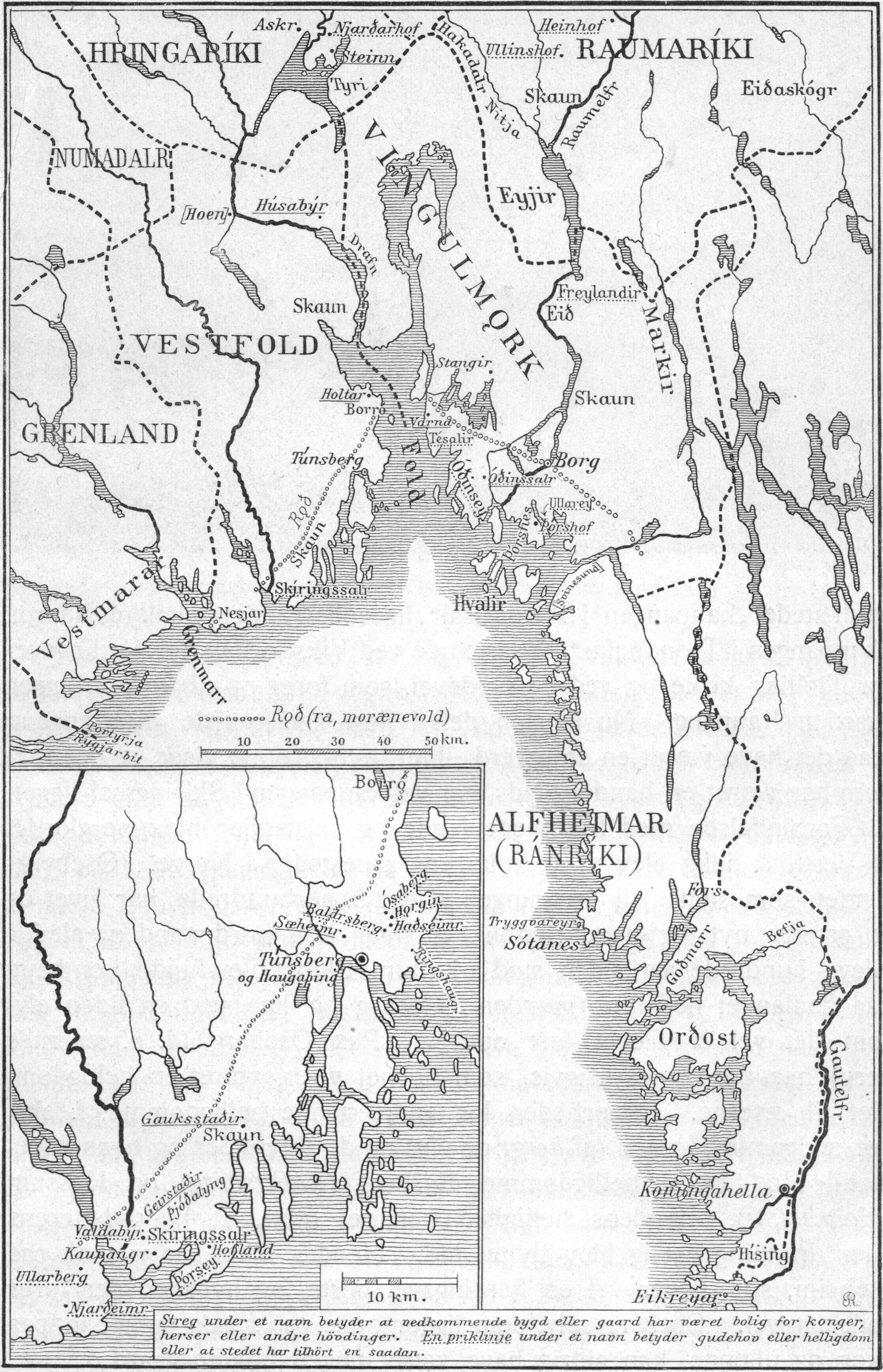
Ranrike till höger i bild.

Ranrike (fornvästnordiska Ránríki) var under folkvandringstiden ett småkungarike i norra Bohuslän, tidigast skildrat av Jordanes på 550-talet. Senare omnämns det även i Snorre Sturlassons "Heimskringla" på 1230-talet. Området blev en del av riksbildningen Norge.
Namnets ursprung är något oklart. Enligt en teori motsvarar förledet havsgudinnan Rans namn.[källa behövs]

## Administrativ historik
Efter Norges tidigaste riksenande mot slutet av 800-talet omfattade Ranafylke dagens Bohuslän. Vid kung Sverre Sigurdssons  indelning i sysslor under slutet av 1100-talet delades Ranafylke i Ranrikesyssel och Älvsyssel. Vid kung Håkon Magnussons indelning i fehirdsler (uppbördsområde, fögderi) under början av 1300-talet sammanfördes dessa båda sysslor i Båhus fehirdsel. Från denna tid började Viken mer specifikt beteckna norra Bohuslän, det tidigare Ranrikesyssel.
Ranrikesyssel sträckte sig från Svinesund i norr till Havstensfjorden och Bäveån, vid Uddevalla i söder. Det bestod av skeppsredorna (norska skipreide) Qville, Luderlag, Bullern (eller Jordherra), Vettehärad, Lane, Tunge, Sörbygden, Stangenäs och Sotenäs, vilka efter freden i Roskilde 1658 blev häraderna Kville, Tanum, Bullaren, Vette, Lane, Tunge, Sörbygden, Stångenäs och Sotenäs. Ranrikesyssels tingsplats fanns vid Hornborgatinget strax söder om nuvarande Hamburgsund. På platsen finns idag en replik av en vikingaby, Hornbore by.
Ranrike var även namnet på ett prosteri (norska prosti) i Oslo bispedømme, motsvarande de senare Vikornes norra kontrakt och Vikornes södra kontrakt i Göteborgs stift. Fylkeskyrkan låg i Svarteborg.

## Jordanes
Den ostrogotiske historikern Jordanes omnämner i sitt verk "De origine actibusque Getarum" (Om goternas ursprung och bedrifter) flera folk som skulle bo i Scandza (Skandinavien, som Jordanes trodde var en ö), däribland rugii, arochi (aeragnaricii) och ranii (ranerna).
Aeragnaricii tolkas vanligen som en felskrivning av *ac ragnaricii, "och Ragnariciiarna". Detta ord består av två delar, riki = rike eller kungadöme, och ragna = till härskarna, i betydelsen gudarna, jämför Ragnarök. Båda orden kommer från det indoeuropeiska *reg-, härska. Då Ragnaricii nämns direkt efter Raumaricii (Romerike på norska Østlandet) antyder det att det kan vara Ranrike som avses.[källa behövs]
Jordanes hade själv inte rest till norra Europa, utan grundade sig på det numera försvunna arbetet "Historia Gothorum" av romaren Cassiodorus, vars källor tros ha varit romerska handelsresande. Jordanes skildring hade stor betydelse för den götiska romantikens mytbildning, mest uttalad i Olof Rudbecks "Atland eller Manheim".
Jordanes skriver om ranernas kung Roduulf, som lämnade sitt kungadöme för att ansluta sig till Theoderik den store i Ravenna. Denne Roduulf är därmed den tidigaste historiske individen i Norden, som omnämnts med ett namn.

## Snorre Sturlasson
I "Heimskringla" skriver Snorre Sturlasson hur folket i Ranrike accepterar svearnas sagokung Erik Emundsson som sin härskare. För detta straffas de av den norske kungen Harald Hårfager, som tillbringar en vinter med att angripa området från havet.